# Idioma banjarés

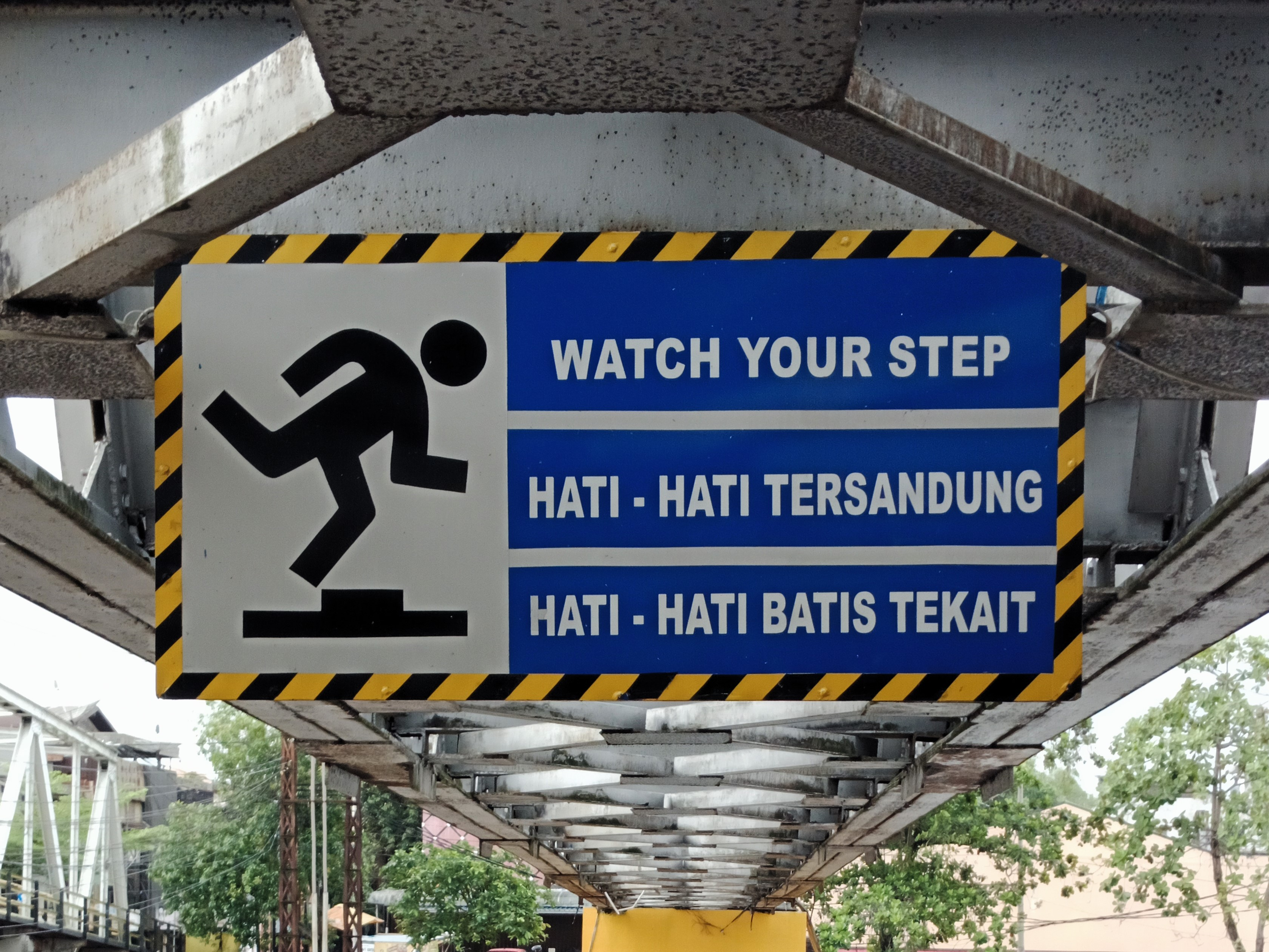
Señalamiento trilingüe inglés,
-indonesio-banjarés.

La lengua banjar (Bahasa Banjar) es una lengua de la familia austronesia, hablada principalmente en Indonesia y Malasia, con un enfoque en la región de Kalimantan, la parte indonesia de la isla de Borneo. Según el censo del año 2010, aproximadamente 10,6 millones de personas hablan este idioma. También se utiliza tanto el alfabeto latino como el árabe para escribir en esta lengua.
Existe una versión de Wikipedia en banjar que, a partir de diciembre de 2023, tenía un poco más de 10,589 artículos.
Además de los hablantes nativos de banjarés en Indonesia, hay una pequeña diáspora banjaresa en el extranjero, como en Brunéi, Malasia (especialmente en Sabah y Perak) y Singapur. Sin embargo, no suelen utilizarlo como lengua principal y su nivel de fluidez puede ser cuestionable.Es el séptimo idioma hablado en Indonesia por número de hablantes después del javanés, indonesio, sondanés, malayo, madurés y minangkabau.

## Dialectos
El banjarés es un idioma que se divide en dos dialectos principales, el del río superior y el del río inferior. Aunque a veces se considera malayo, no se parece mucho a otros idiomas malayos. Las diferencias principales entre los dialectos están en la fonología, el léxico y la estructura sintáctica.

## Alfabeto
| Alfabeto       | Alfabeto | Alfabeto | Alfabeto | Alfabeto | Alfabeto | Alfabeto | Alfabeto | Alfabeto | Alfabeto | Alfabeto | Alfabeto | Alfabeto | Alfabeto | Alfabeto | Alfabeto | Alfabeto | Alfabeto | Alfabeto | Alfabeto | Alfabeto | Alfabeto | Alfabeto |
| -------------- | -------- | -------- | -------- | -------- | -------- | -------- | -------- | -------- | -------- | -------- | -------- | -------- | -------- | -------- | -------- | -------- | -------- | -------- | -------- | -------- | -------- | -------- |
| a              | b        | c        | d        | é        | g        | h        | i        | j        | k        | l        | m        | n        | ny       | ng       | o        | p        | r        | s        | t        | u        | w        | y        |
| Valor fonético |          |          |          |          |          |          |          |          |          |          |          |          |          |          |          |          |          |          |          |          |          |          |
| a              | b        | tʃ       | d        | ɛ        | g        | h        | i        | dʒ       | k        | l        | m        | n        | ɲ        | ŋ        | o        | p        | r        | s        | t        | u        | w        | j        |

## Vocabulario
Ejemplos de vocabulario banjar básico, comparado con el indonesio: 
| Español  | Banjar   | Indonesio                      |
| -------- | -------- | ------------------------------ |
| uno      | asa      | satu                           |
| cinco    | lima     | lima                           |
| cenizas  | habuk    | abu                            |
| llover   | hujan    | hujan                          |
| casa     | rumah    | rumah                          |
| aldea    | banua    | kampung (benua = "continente") |
| rodilla  | lɪntʊhʊt | lutu                           |
| explotar | batiup   | bertiup                        |
| pequeño  | Halűs    | kecil (halus = "fin")          |